# Wang Chongsheng
Wang Chongsheng (China, 22 de septiembre de 1966) es un gimnasta artístico chino, medallista de bronce mundial en 1989 en el concurso por equipos.

## 1989
En el Mundial celebrado en Stuttgart (Alemania) consigue una medalla de bronce en el concurso por equipos, tras la Unión Soviética (oro) y la República Democrática Alemana (plata), siendo sus compañeros de equipo: Li Chunyang, Li Jing, Ma Zheng, Li Ge y Guo Linxiang.